# Де-Чо
Де-Чо (англ. Deh Cho Bridge) — вантовый мост в Канаде через реку Маккензи, который строился с 2008 года и был открыт 30 ноября 2012 года. Соединяет деревню Форт-Провиденс с городом Йеллоунайф, административным центром Северо-Западных территорий. Этот мост заменил ледовые переправы и паром MV Merv Hardie, обеспечив круглогодичное движение по трассе Йеллоунайф. Общая длина моста 1100 м. Мост имеет 9 пролётов. Де-Чо — название реки Маккензи на языке слэйви.